# Raffaele di Nonno
Raffaele di Nonno (Campobasso, 10 febbraio 1831 – Montagano, 23 giugno 1895) è stato un arcivescovo cattolico italiano.

## Biografia
Nacque a Campobasso il 10 febbraio 1831.
Il 25 aprile 1847 entrò nella Congregazione del Santissimo Redentore e il 3 marzo 1855 fu ordinato sacerdote. 
Il 9 agosto 1883, all'età di 52 anni, fu nominato, da papa Leone XIII, vescovo coadiutore di Termoli e vescovo titolare di Irina.
Il 12 agosto 1883 ricevette la consacrazione episcopale per l'imposizione delle mani di Raffaele Monaco La Valletta, cardinale presbitero di Santa Croce in Gerusalemme, co-consacranti l'arcivescovo Camillo Santori ed il vescovo Placido Maria Schiaffino.
Il 16 gennaio 1893 fu promosso arcivescovo metropolita di Acerenza ed arcivescovo di Matera da papa Leone XIII.
Il 2 luglio 1893 riaprì, per il successivo anno scolastico, il seminario diocesano di Acerenza.  
Morì il 23 giugno 1895 improvvisamente a Montagano.

## Genealogia episcopale
La genealogia episcopale è:
- Cardinale Scipione Rebiba
- Cardinale Giulio Antonio Santori
- Cardinale Girolamo Bernerio, O.P.
- Arcivescovo Galeazzo Sanvitale
- Cardinale Ludovico Ludovisi
- Cardinale Luigi Caetani
- Cardinale Ulderico Carpegna
- Cardinale Paluzzo Paluzzi Altieri degli Albertoni
- Papa Benedetto XIII
- Papa Benedetto XIV
- Cardinale Enrico Enriquez
- Cardinale Manuel Quintano Bonifaz
- Cardinale Buenaventura Córdoba Espinosa de la Cerda
- Cardinale Giuseppe Maria Doria Pamphilj
- Papa Pio VIII
- Papa Pio IX
- Cardinale Raffaele Monaco La Valletta
- Arcivescovo Raffaele di Nonno, C.SS.R.